# Frank Grillaert
Frank Grillaert (* 22. Oktober 1946 in Hamme; † 23. Februar 2023 ebenda) war ein belgischer Leichtathlet, der zweimal Mannschaftsweltmeister im Crosslauf wurde.
Frank Grillaert belegte bei den Crosslauf-Weltmeisterschaften 1974 in Monza den 27. Platz in der Einzelwertung, die belgische Mannschaft mit Erik De Beck, Karel Lismont, Marc Smet, Gaston Roelants, Grillaert und Erik Gyselinck gewann den Titel. Drei Jahre später in Monza siegten Leon Schots, Erik De Beck, Karel Lismont, Willy Polleunis, Frank Grillaert und Eddy Van Mullem in der Teamwertung, in der Einzelwertung war Grillaert erneut als 27. ins Ziel gekommen. 1977 gewann Grillaert seinen einzigen belgischen Meistertitel, in 29:26,28 min siegte er im 10.000-Meter-Lauf. Im Sommer 1978 trat er bei den Europameisterschaften in Prag über 10.000 Meter an. In einem sehr schnellen Rennen verloren alle drei Belgier frühzeitig den Anschluss, Leon Schots war im Ziel als 12. bester Belgier, Frank Grillaert lag in 28:43,5 min als 16. zwei Plätze vor Lismont. 1979 erreichte Grillaert mit dem 19. Platz seine beste Platzierung bei einer Crosslauf-Weltmeisterschaft, die belgische Mannschaft belegte den fünften Platz. Im Jahr darauf lief Grillaert als 44. ins Ziel, gewann aber mit der Mannschaft die Bronzemedaille.